# Wahlbezirk Böhmen 91
Der Wahlbezirk Böhmen 91 war ein Wahlkreis für die Wahlen zum Abgeordnetenhaus im österreichischen Kronland Böhmen. Der Wahlbezirk wurde 1907 mit der Einführung der Reichsratswahlordnung geschaffen und bestand bis zum Zusammenbruch der Habsburgermonarchie.

## Geschichte
Nachdem der Reichsrat im Herbst 1906 das allgemeine, gleiche, geheime und direkte Männerwahlrecht beschlossen hatte, wurde mit 26. Jänner 1907 die große Wahlrechtsreform durch Sanktionierung von Kaiser Franz Joseph I. gültig. Mit der neuen Reichsratswahlordnung schuf man insgesamt 516 Wahlbezirke mit je einem zu wählenden Abgeordneten, die durch Direktwahl mit allfälliger Stichwahl bestimmt wurden. Der Wahlkreis Böhmen 91 umfasste die Städte Eger, Franzensbad und Haslau. Aus den beiden Reichsratswahlen 1907 und 1911 ging jeweils Edmund Jäger von der Alldeutschen Vereinigung, später Deutschradikale Partei als Sieger hervor, wobei er jeweils in der Stichwahl gegen einen Kandidaten der Sozialdemokraten gewann.

## Wahlen

### Reichsratswahl 1907
Die Reichsratswahl 1907 wurde am 14. Mai 1907 (erster Wahlgang) sowie am 23. Mai 1907 (Stichwahl) durchgeführt.

#### Erster Wahlgang
| Kandidat                                                              | Partei                     | Wahlkreisstimmen | Prozent |
| --------------------------------------------------------------------- | -------------------------- | ---------------- | ------- |
| Rudolf Müller                                                         | Sozialdemokratische Partei | 1662             | 41,1 %  |
| Edmund Jäger                                                          | Alldeutsche Vereinigung    | 967              | 23,9 %  |
| Georg Kraft                                                           | Christlichsoziale Partei   | 671              | 16,6 %  |
| Heinrich Reininger                                                    | Deutsche Volkspartei       | 656              | 16,2 %  |
|                                                                       | Sonstige Parteien          | 90               | 2,2 %   |
| Wahlberechtigte: 4919, Ungültige Stimmen: 17, Wahlbeteiligung: 82,6 % |                            |                  |         |

#### Stichwahl
| Kandidat                                                              | Partei                     | Wahlkreisstimmen | Prozent |
| --------------------------------------------------------------------- | -------------------------- | ---------------- | ------- |
| Edmund Jäger                                                          | Alldeutsche Vereinigung    | 1996             | 50,9 %  |
| Müller                                                                | Sozialdemokratische Partei | 1923             | 49,1 %  |
| Wahlberechtigte: 4919, Ungültige Stimmen: 54, Wahlbeteiligung: 80,8 % |                            |                  |         |

### Reichsratswahl 1911
Die Reichsratswahl 1911 wurde am 13. Juni 1911 sowie am 20. Juni 1911 (Stichwahl) durchgeführt.

#### Erster Wahlgang
| Kandidat                                                              | Partei                     | Wahlkreisstimmen | Prozent |
| --------------------------------------------------------------------- | -------------------------- | ---------------- | ------- |
| Rudolf Heckl                                                          | Sozialdemokratische Partei | 1786             | 40,6 %  |
| Edmund Jäger                                                          | Alldeutsche Vereinigung    | 1433             | 32,6 %  |
| Fritz Schmidt                                                         | Deutschradikale Partei     | 653              | 14,8 %  |
| Dr. Frey                                                              | Christlichsoziale Partei   | 522              | 11,9 %  |
|                                                                       | Sonstige                   | 6                | 0,1 %   |
| Wahlberechtigte: 5303, Ungültige Stimmen: 27, Wahlbeteiligung: 83,5 % |                            |                  |         |

#### Stichwahl
| Kandidat                                                             | Partei                     | Wahlkreisstimmen | Prozent |
| -------------------------------------------------------------------- | -------------------------- | ---------------- | ------- |
| Edmund Jäger                                                         | Alldeutsche Vereinigung    | 2335             | 52,4 %  |
| Rudolf Heckl                                                         | Sozialdemokratische Partei | 2122             | 47,6 %  |
| Wahlberechtigte: 5306, Ungültige Stimmen: 90, Wahlbeteiligung: 857 % |                            |                  |         |